# トウゴウ (サスカチュワン州)
トウゴウ (Togo) は、カナダのサスカチュワン州東部にある村（ヴィレッジ）。ヨークトンの北東約72 km、マニトバ州との州境近傍に位置する。2021年の国勢調査 (2021 Canadian census) によれば、人口は83人。村の名前は、大日本帝国海軍元帥の東郷平八郎に由来する。

## 地理
カナダの地理的区分としても用いられる国勢調査区分 (Census division) では、サスカチュワン第9地区 (Division No. 9, Saskatchewan) に含まれる。行政上は、非都市部自治体 (rural municipalities) のひとつ、Rural Municipality of Cote No. 271に属する。

## 歴史
この地域には、マニトバ州のフォート・エリス (Fort Ellis) と、フォート・ペリー（Fort Pelly, ハドソン湾会社の毛皮交易拠点）とを結ぶペリー・トレイル (Pelly Trail) が通っていた。
1900年代初頭、ウィニペグからエドモントンの間を鉄道で結ぶため、サスカチュワン州東部にカナダ北部鉄道（CNR, 現在はカナダ太平洋鉄道の一部）の線路が建設された。これにより、この地にも駅が開設され集落が成立したが、当初はペリー・サイディング (Pelly Siding) と呼ばれていた。
1906年に村として独立、その際に日露戦争で日本海軍を率いた東郷平八郎の名前が付けられた。なお、CNRで一つ東の駅を中心として成立した村は、ロシア海軍を率いたステパン・マカロフにちなんでマカロフ (Makaroff) の名が付けられ、現在はマニトバ州ロブロンの一地区となっている。サスカチュワン第9地区のCNR沿線には、ミカドやクロキがある。
トウゴウは同地方における農業のハブとして機能し、開拓時代当時、一攫千金を夢見て多くの移民が移ってきて、村は大きく発展した歴史を持つ。今では昔ほどの活気はないが、当時から続く店舗などから面影をしのぶことはできる。

## 経済
主な産業は農業である。

## 交通
- トウゴウ駅 (Togo station (Saskatchewan)) 
VIA鉄道ウィニペグ - チャーチル線の駅。乗降客がいる時のみ停車 (Request stop) 。
- Saskatchewan Highway 5
- Saskatchewan Highway 357

## ゆかりの人物
- Reginald John Marsden Parker - 政治家。サスカチュワン副総督を務めた。当村で少年時代を過ごした。
- Ted Hampson - 1960 - 1970年代に活躍したアイスホッケー選手。当村の生まれ。